# Gymnadenia conopsea
Gymnadenia conopsea é uma espécie de planta com flor pertencente à família Orchidaceae. 
A autoridade científica da espécie é (L.) R. Br., tendo sido publicada em Hortus Kewensis; or, a Catalogue of the Plants Cultivated in the Royal Botanic Garden at Kew. London (2nd ed.) 5: 191. 1813.

## Portugal

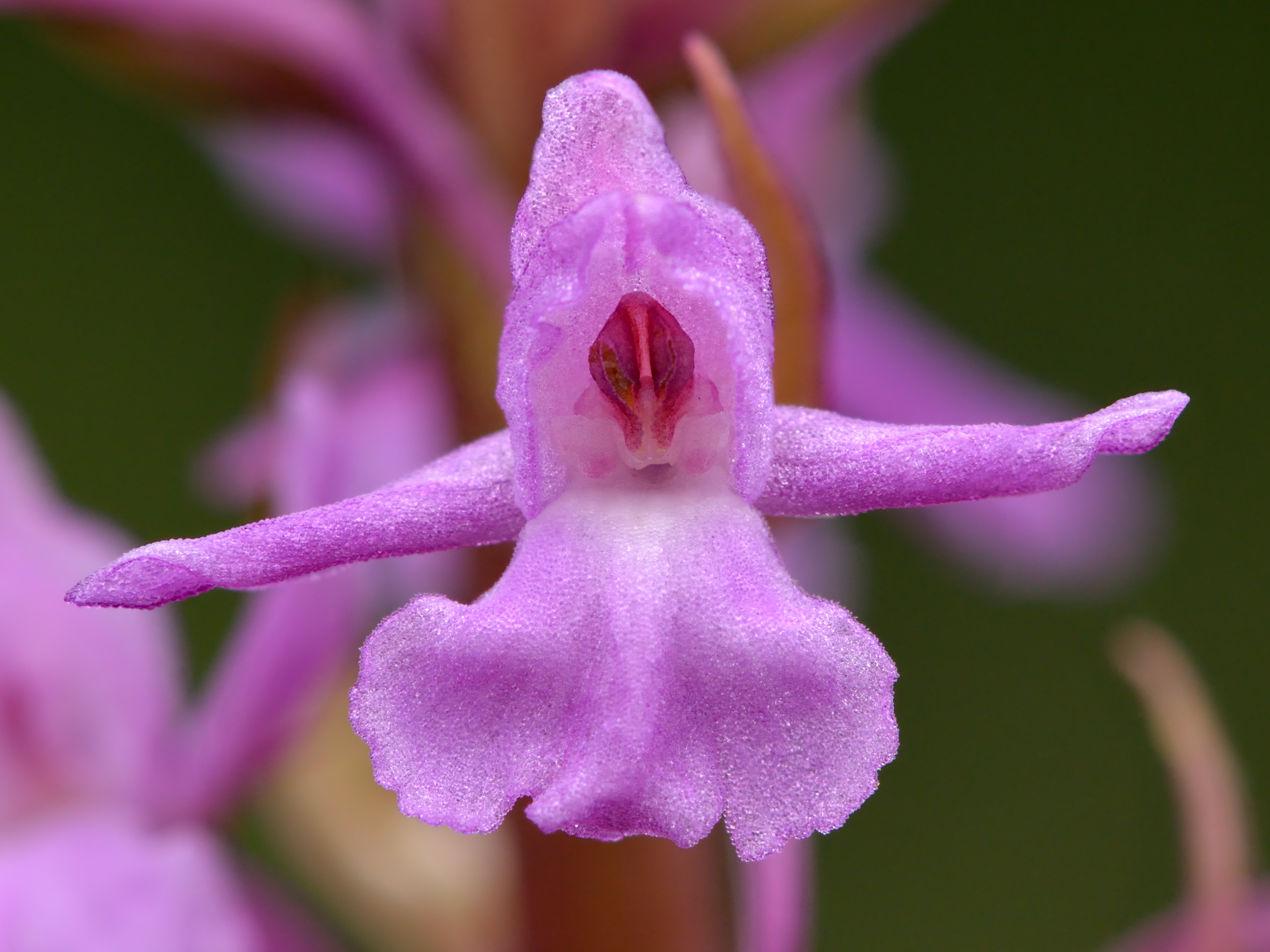

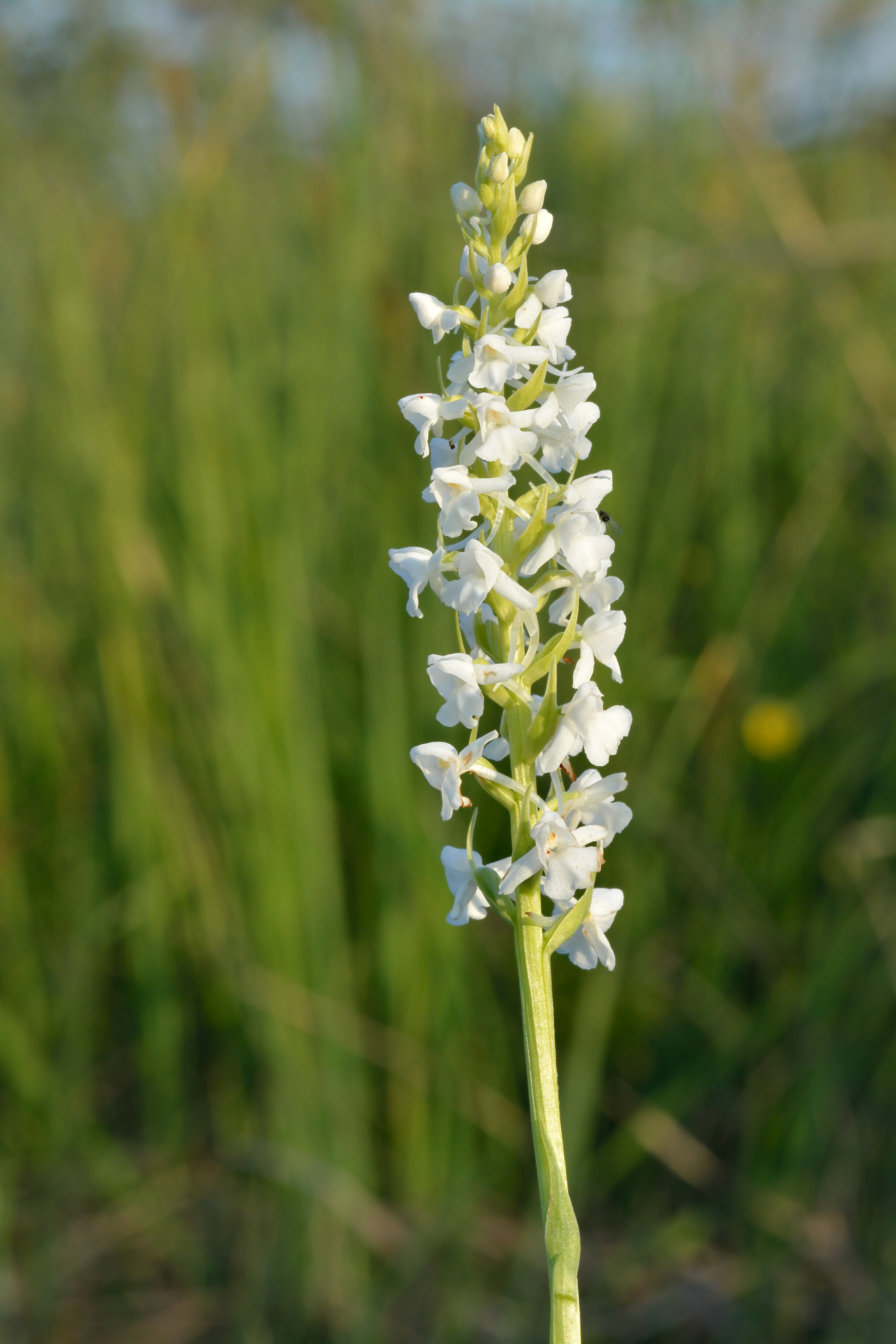

Trata-se de uma espécie presente no território português, nomeadamente em Portugal Continental.
Em termos de naturalidade é nativa da região atrás referida.

## Protecção
Não se encontra protegida por legislação portuguesa ou da Comunidade Europeia.